# Hydrovatus ischyrus
Hydrovatus ischyrus är en skalbaggsart som beskrevs av Guignot 1954. Hydrovatus ischyrus ingår i släktet Hydrovatus och familjen dykare. Inga underarter finns listade i Catalogue of Life.